# スケジュール (職場)

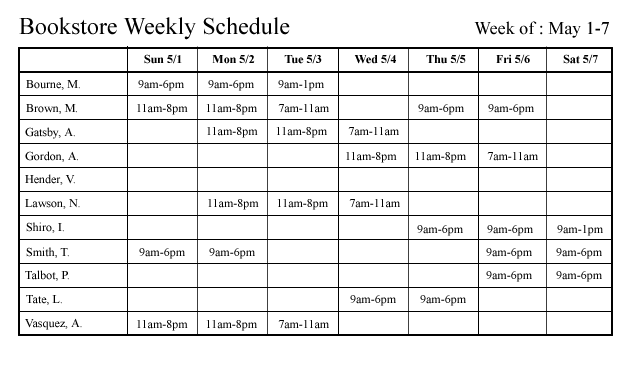
毎週の職場スケジュールの例

スケジュール (英: schedule)は従業員と関連情報（例えば場所、勤務時間、特定期間（例えば週、月、スポーツシーズン）の責任者）を纏めたリストのこと。
小売店、製造施設、事務所など、多くの企業の日常業務にはスケジュールが使われている。スケジュールを作成するプロセスは、スケジューリングと呼ばれる。職場で効果的なスケジュールを作成できると、経営陣、従業員、顧客などの利害関係者のニーズのバランスをうまく取ることができる。
通常、毎日のスケジュールは時系列で並べられる。つまり、その日に最初に働いた従業員が一番上に表示され、次に次の従業員が表示される。従業員はグリッドの左側にリストされ、曜日は表の上部に表示される。シフト勤務では、スケジュールは通常、定期的な交代制を採用している。
スケジュールは、ほとんどの場合、マネージャーによって作成される。大規模な業務では、人事マネージャーまたはスケジューリングスペシャリストが、スケジュールの作成と維持を行う。この定義によるスケジュールは、ワークフローと呼ばれることもある。
組織が従業員のスケジューリングをより適切に管理できるようにするためにソフトウェアを使うことが多い。組織は通常、表計算ソフトや従業員スケジューリングソフトウェアを使用して、シフト、割り当て、従業員の希望を作成、管理する。大規模な組織の場合、従業員のスケジューリングは複雑になる可能性がある。これを最適化することは、オペレーションズリサーチのナーススケジューリング問題として知られる。 高度な従業員スケジューリングソフトウェアは、従業員と連絡を取り、彼らの希望を尋ね、スケジュールを彼らに伝える方法も提供する。 

## オンコール
オンコールシフト、オンコールスケジューリングは、事前にスケジュールすることなく、従業員が土壇場のシフトに都度呼び出される慣行である。 従業員はいつでも出勤要請に応えられるよう、連絡の取れる状態でいる必要がある。米国では、この慣行は労働者の権利団体によって「不公正で従業員に有害」であるとして反対されてきた。 

## セルフスケジューリング
柔軟なセルフスケジューリングは、従業員は自分でシフトを選択、調整、埋めることができる手法である。より少ない労力でより速くスケジュールを作成でき、従業員が自分の仕事と生活をより細かく制御できる。 希望シフト制とも呼ばれる。